# گیفان پایین
گیفان پایین روستایی از توابع بخش گرمخان شهرستان بجنورد در استان خراسان شمالی ایران است. تاتی زبان رایج در روستای گیفان پایین است. زبان تاتی این روستا با گیفان بالا تفاوتی ندارد.

## جمعیت
این روستا در دهستان گیفان قرار دارد و براساس سرشماری مرکز آمار ایران در سال ۱۳۸۵، جمعیت آن ۲۸۶ نفر (۶۹خانوار) بوده‌است.